# Mexikotagschläfer
Der Mexikotagschläfer oder Jamaikatagschläfer (Nyctibius jamaicensis) ist eine nachtaktive Vogelart aus der Gattung der Tagschläfer. Er bewohnt Teile Zentralamerikas sowie einige der größeren Inseln der westlichen Karibik und galt ursprünglich als Unterart des sehr ähnlichen Urutau-Tagschläfers.

## Beschreibung und Verhalten

### Beschreibung

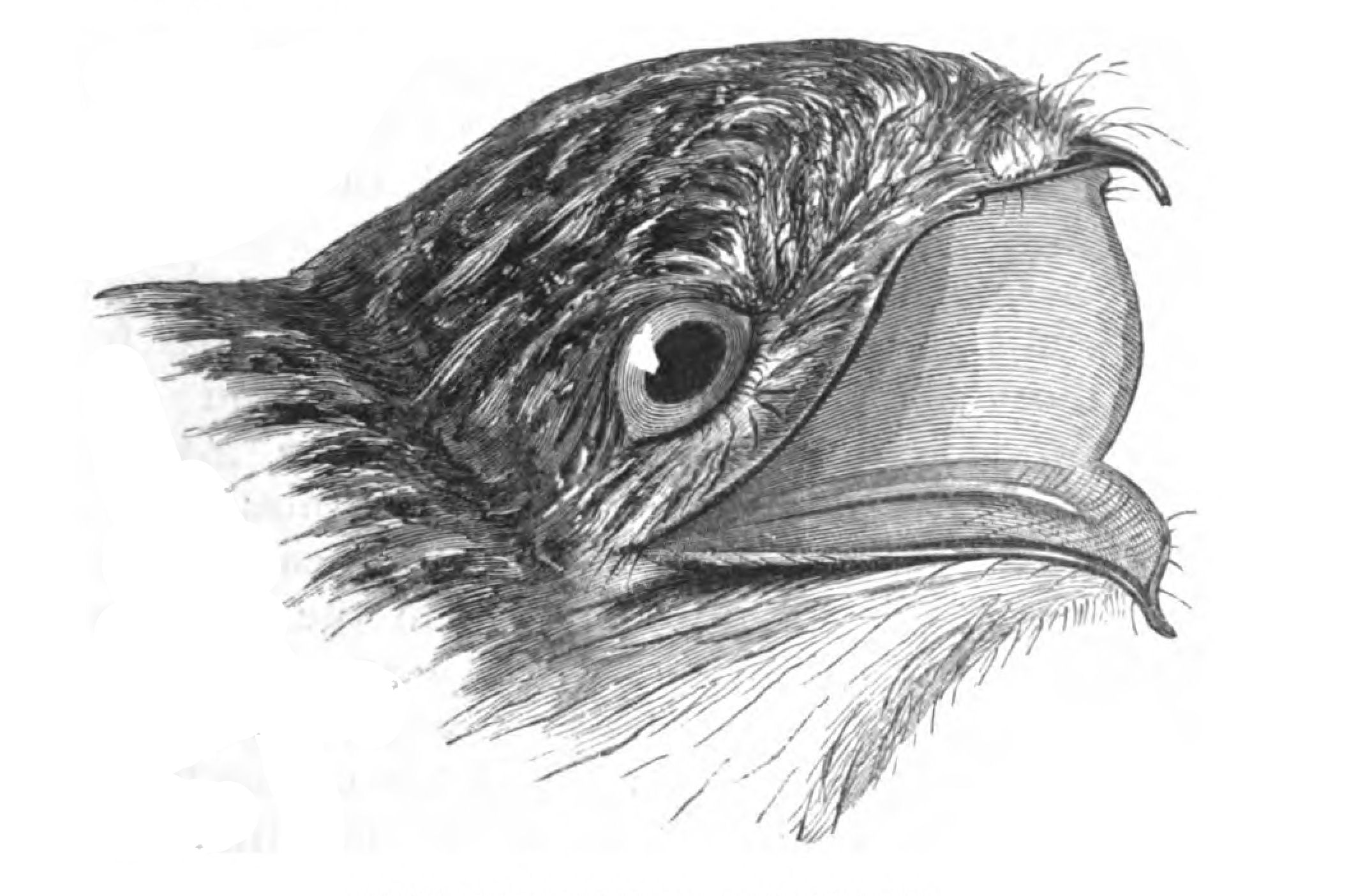
Zeichnung des Kopfes eines Mexikotagschläfers aus Philip Henry Gosses Werk Natural history: birds (1849)

Der Mexikotagschläfer ist ein mittelgroßer Vertreter seiner Gattung, je nach Unterart und Geschlecht kann er eine Größe von 36 bis 45 cm bei einem Gewicht von 210 bis 320 g erreichen. Die Männchen sind tendenziell etwas größer als ihre weiblichen Artgenossen, ein weitergehender Sexualdimorphismus besteht hingegen nicht. Der Kopf ist verhältnismäßig groß und von rundlicher Form mit einem ausgesprochen breiten, aber kurzen Schnabel. Die großen, an eine nachtaktive Lebensweise angepassten Augen besitzen eine auffallend gelbe Iris. Die Färbung des Gefieders der Vögel spielt eine wichtige Rolle bei deren Tarnung und ist primär in verschiedenen Brauntönen gehalten und mit schwarzen, grauen und weißen Flecken gesprenkelt. Die Federn an Bauch und Brust erscheinen tendenziell in etwas blasseren Tönen, während sich an der Kehle eine schwarze Sprenkelung findet. Jungtiere sind unmittelbar nach dem Schlüpfen von weichen, weißen Daunen bedeckt, ihr Gefieder nimmt mit der Zeit eine immer dunklere Färbung an, bis sie schließlich das typische Tarnmuster der adulten Vögel annehmen.

### Verhalten
Die Art ist wie alle Tagschläfer ausschließlich nachtaktiv, während des Tages ruhen die Tiere fast bewegungslos auf einem schattigen Ast in der Nähe von Waldrändern und Lichtungen, wo sie auf Grund ihres Gefieders wie ein Teil des Geästs wirken und gut getarnt sind. Lediglich äußerst langsame Bewegungen des Kopfes sind bei fortgesetzter Beobachtung wahrnehmbar. Bei Gefahr nehmen die Vögel mit einer schnellen Bewegung eine gestreckte „Alarmhaltung“ ein, die den Tarneffekt noch weiter verstärkt. Eine starke Bindung zu favorisierten Schlafplätzen ist nachweisbar, diese werden über Monate oder sogar Jahre hinweg jeden Tag aufs neue genutzt. Außerhalb der Brutzeit führen Mexikotagschläfer eine solitäre Lebensweise, ob ein ausgeprägtes Territorialverhalten vorliegt, ist unbekannt.

### Ernährung
Mexikotagschläfer ernähren sich hauptsächlich von Insekten, darunter Bock-, Zucker- und Schnellkäfer sowie Laubheuschrecken und Motten. Des Weiteren werden gelegentlich kleine Vögel wie etwa Braunbürzelpfäffchen erbeutet. Die nächtliche Jagd startet von einer exponierten Sitzwarte, von der aus auf vorbeifliegende Beute gewartet und auf diese mit einer schnellen Bewegung herabgestoßen wird. Für den Verzehr des Beutetiers wird zunächst zur Sitzwarte zurückgekehrt. In der Nähe menschlicher Ansiedlungen gibt es Berichte über Mexikotagschläfer, die auf Straßenlaternen auf Insekten warten, die durch das Licht angezogen werden.

### Lautäußerungen
Der Ruf des Mexikotagschläfers wird meist als eine in kurzen Abständen wiedergegebene Abfolge von drei bis sechs rauen oder gutturalen kwah-Lauten beschrieben, wobei der erste Laut länger gezogen wird als die folgenden. Seltener wird von einem abrupten, nachdrücklich vorgetragenen rrah berichtet, bei dem es sich um einen Alarmruf handeln könnte. Leichte Variationen des Gesangs werden für die Unterscheidung der Unterart N. j. abbotti von der Nominatform herangezogen.

### Fortpflanzung
Das Fortpflanzungsverhalten der Vögel wurde bislang selten beobachtet und ist entsprechend schlecht erforscht. Als Nistplatz dient eine einfache Vertiefung auf einem Ast oder Baumstumpf, in die das Weibchen ein einzelnes weißes Ei mit braunen, schwarzen und lilafarbenen Flecken legt. Die Größe des Eis liegt bei etwa 40 × 30 mm. Während des Tages wird das Ei vom Männchen bebrütet, wobei sich beide Altvögel an der Aufzucht der Jungen beteiligen. Bei Gefahr verschwindet das Jungtier mehr oder weniger vollständig im Brustgefieder des auf ihm sitzenden Altvogels. Die Dauer bis zum Schlüpfen des Jungen und der anschließenden Brutpflege ist noch unbekannt.

## Verbreitung und Gefährdung

Verbreitungsgebiet des Mexikotagschläfers

Der Mexikotagschläfer bewohnt offene und halboffene Bereiche mit einigen verstreuten Bäumen, auf denen er während des Tages ruhen kann. Dazu gehören die Ränder trockener wie auch feuchter Wälder, Mangroven, Buschland oder auch Golfplätze in von Menschen besiedelten Gebieten. Hierbei bevorzugt er grundsätzlich das Flachland; die maximale Höhe, bis zu der er nachgewiesen werden konnte, liegt bei 1500 m über dem Meeresspiegel. Sein Verbreitungsgebiet ist das nördlichste aller Tagschläfer-Arten und erstreckt sich im Norden bis auf Höhe der mexikanischen Bundesstaaten Sinaloa im Westen und Tamaulipas im Osten. Es folgt beiden Küstenlinien bis in den Nordwesten Costa Ricas bzw. den Nordosten von Honduras. Mit Ausnahme der Yucatán-Halbinsel werden jedoch kaum größere Gebiete weiter im Inland Zentralamerikas besiedelt. Des Weiteren existieren Populationen auf den Karibikinseln Jamaika und Hispaniola. Bei vereinzelten Sichtungen in Kuba und auf einigen kleinen Inseln vor Puerto Rico handelt es sich vermutlich um Irrgäste.
Mit Stand 2016 stuft die IUCN den Mexikotagschläfer als „nicht gefährdet“ (least concern) ein, geht jedoch von einem allgemein abnehmenden Populationstrend aus. Die Anzahl der wildlebenden Individuen wird im Bereich von 50.000 bis 500.000 Exemplaren verortet. Auf Grund fehlender oder sehr seltener Sichtungen in den letzten Jahrzehnten gilt die Art lokal in El Salvador als „vom Aussterben“ (critically endangered) bedroht.

## Systematik
Ursprünglich wurde der Mexikotagschläfer als Unterart des 1789 durch den deutschen Naturforscher Johann Friedrich Gmelin erstbeschriebenen Urutau-Tagschläfers (Nyctibius griseus) eingestuft, dem er in Größe und Aussehen sehr ähnlich ist. Forschungen aus den 1970er- und 80er-Jahren stellten erhebliche Unterschiede bei den Lautäußerungen der Tiere heraus, was zur Neueinordnung der nördlichen Populationen als Nyctibius jamaicensis führte. Neuere phylogenetische Untersuchungen aus dem Jahr 2009 lieferten des Weiteren Belege dafür, dass es sich bei N. jamaicensis und N. griseus um Schwesterarten handelt. Derzeit werden neben der Nominatform N. j. jamaicensis gewöhnlich vier weitere Unterarten als gültig betrachtet, die vor allem anhand der geografischen Verbreitung und ihres Gefieders unterschieden werden. Die Validität des Unterartstatus von N. j. lambi und N. j. costaricensis wird von einigen Forschern bezweifelt, die in diesen lediglich etwas ausgeprägtere klinale Variationen von N. j. mexicanus sehen. Des Weiteren könnte N. j. abbotti basierend auf deutlich längeren Gesängen zukünftig den Status einer eigenen Art erhalten, diesbezüglich sind jedoch weitere Forschungen notwendig.
- N. j. jamaicensis (Gmelin, 1789); Jamaika
- N. j. mexicanus Nelson, 1900; östliches und südliches Mexiko bis Honduras
- N. j. costaricensis Ridgway, 1912; nordwestliches und zentrales Costa Rica
- N. j. abbotti Richmond, 1917; Hispaniola
- N. j. lambi Davis, 1959; mexikanische Pazifikküste von Sinaloa bis Colima